# STS-118
STS-118 — космический полёт MTKK «Индевор» по программе «Спейс Шаттл». Цель полёта — продолжение строительства Международной космической станции и доставка материалов и оборудования для продолжения работы долговременного экипажа станции. Это 22-й полёт шаттла по программе МКС.
Это был первый полёт шаттла «Индевор» после модернизации. Последний полёт шаттла «Индевор» состоялся почти пять лет до этого, в ноябре 2002 года.
В случае аварийной ситуации, при которой «Индевор» был бы повреждён при старте и его безопасное возвращения на Землю было бы невозможно, экипаж оставался бы на МКС и дожидался спасательной экспедиции (STS-120), которая отправилась бы на шаттле «Дискавери».

## Экипаж
- Скотт Келли (Scott Kelly) (2-й космический полёт), командир экипажа
- Чарлз Хобо (Charles Hobaugh)(2), пилот
- Давид Уильямс (Dafydd Williams) (2) (Канада), специалист полёта
- Барбара Морган (Barbara Morgan) (1), специалист полёта
- Ричард Мастраккио (Richard Mastracchio) (2), специалист полёта
- Трейси Колдуэлл (Tracy Caldwell) (1), специалист полёта,
- Элвин Дрю (Alvin (Al) Drew) (1), специалист полёта

Ранее предполагалось, что в состав экипажа войдёт Клейтон Андерсон (Clayton Anderson), который должен был заменить на МКС Суниту Уильямс. 26 апреля 2007 года Клейтон Андерсон был переведён в экипаж «Атлантис» STS-117. Вместо Андерсона в состав экипажа был включен Элвин Дрю.
В экипаже «Дискавери» — три новичка космических полётов: Барбара Морган, Трейси Колдуэлл, Элвин Дрю.

## Выходы в открытый космос
- Выход 1 —  Мастраккио и Уильямс
- Цель: Монтаж сегмента S5
- Начало: 11 августа 2007 — 16:28 UTC
- Окончание: 11 августа — 22:45 UTC
- Продолжительность: 6 часов 17 минут

Это 89-й выход в космос связанный с МКС.
Это 1-й выход в космос Ричарда Мастраккио и 1-й выход Давид Уильямса.
- Выход 2 —  Мастраккио и Уильямс
- Цель: Замена гироскопа ориентации
- Начало: 13 августа 2007 — 15:32 UTC
- Окончание: 13 августа — 22:00 UTC
- Продолжительность: 6 часов 28 минут

Это 90-й выход в космос связанный с МКС.
Это 2-й выход в космос Ричарда Мастраккио и 2-й выход Давида Уильямса.
- Выход 3 —  Мастраккио и Андерсон
- Цель: Подготовка сегмента ферменной конструкции станции Р6 к перестановки
- Начало: 15 августа 2007 — 14:37 UTC
- Окончание: 15 августа — 20:05 UTC
- Продолжительность: 5 часов 28 минут

Это 91-й выход в космос связанный с МКС.
Это 3-й выход в космос Ричарда Мастраккио и 2-й для Клейтона Андерсона.
- Выход 4 —  Уильямс и Андерсон
- Цель: Установка оборудования на внешней поверхности станции, демонтаж экспериментальных образцов
- Начало: 18 августа 2007 — 13:17 UTC
- Окончание: 18 августа — 18:18 UTC
- Продолжительность: 5 часов 2 минуты

Это 92-й выход в космос связанный с МКС.
Это 3-й выход в космос Давида Уильямса и Клейтона Андерсона.

## Цель
Доставка и монтаж сегмента S5 ферменной конструкции МКС, замена вышедшего из строя гироскопа ориентации станции, доставка на МКС материалов и оборудования.
Барбара Морган — первый учитель в космосе. В 1986 году она была отобрана для участия в программе НАСА — «Учитель в космосе». Первым учителем в космосе должна была стать Криста Мак-Олифф (Christa McAuliffe), но она погибла в катастрофе «Челленджера» 28 января 1986 года. Барбара Морган была дублёром Кристы Мак-Олифф. После гибели «Челленджера» НАСА отказалась от программы «Учитель в космосе». Барбара Морган поставила своей целью осуществить полёт Кристы Мак-Олифф. Она осталась в НАСА и стала астронавтом НАСА. Во время своего предстоящего полёта она намерена провести несколько уроков из космоса, тех уроков, которые должна была провести Криста Мак-Олифф двадцать лет назад.

## Подготовка к полёту
26 апреля 2007 года руководство НАСА приняло решение о возвращении бортинженера 15-й долговременной экспедиции МКС Суниты Уильямс на Землю на шаттле «Атлантис» STS-117 в июне месяце. Поэтому астронавт Клейтон Андерсон, который должен был заменить Сунниту Уильямс на станции, переведён из экипажа шаттла «Индевор» STS-118 в экипаж шаттла «Атлантис» STS-117. Место Андерсона в экипаже «Индевора» занял Алвин Дрю (Alvin (Al) Drew).
10 июля 2007 года. Плохая погода вынудила перенести перевозку шаттла «Индевор» из здания вертикальной сборки на стартовую площадку. Вывоз, который был запланирован на утро 10 июля перенесен на вечер — 22 часа по времени восточного побережья США (11 июля 2 часа ночи UTC). Расстояние в 3,4 мили (5,5 км) от здания вертикальной сборки до стартовой площадки должно быть пройдено за 6 — 7 часов.
11 июля 2007 года шаттл «Индевор» вывезен из здания вертикальной сборки на стартовую позицию. Перевозка шаттла происходила в ночь с 10 на 11 июля. Начало движения в 20 часов 10 минут (местное время, 11 июля в 00 часов 10 минут UTC). 11 июля в 3 часа 2 минуты по местному времени «Индевор» был установлен на стартовой позиции. Старт «Индевора» запланирован на 7 августа в 19 часов 2 минуты по времени восточного побережья США (23 часа 2 минуты UTC).
26 июля 2007 года НАСА официально объявило дату и время старта шаттла Индевор" STS-118. Это объявление
последовало после проведения полной двухсуточной предстартовой тренировки экипажа. «Индевор» должен был отправиться в космос 7 августа в 23 часа 2 минуты UTC (19 часов 2 минуты по времени восточного побережья США, 8 августа в 3 часа 2 минуты по московскому летнему времени).
3 августа 2007 года экипаж шаттла «Индевор» прибыл на космодром на мысе Канаверал.
Старт шаттла перенесен на сутки с 7 августа на 8 августа из-за проблем с герметизацией кабины корабля.
Новое время старта — 8 августа в 22 часа 36 минут UTC (18 часов 36 минут по времени мыса Канаверал, 9 августа в 2 часа 36 минут по московскому летнему времени).

## Описание полёта

### 8 августа (Старт и первый день полёта)
8 августа шаттл «Индевор» STS-118 успешно стартовал в 22 часа 37 минут UTC.
Через 8,5 минут шаттл вышел на первоначальную орбиту высотой 105 км (65 миль) (орбита слишком низкая, уточните) и двигатели шаттла были выключены.
Почти через пять лет после своего последнего полёта, в декабре 2002 года, шаттл «Индевор» вновь в космосе. Это был 119-й полёт шаттла, 20-й полёт «Индевора», 22-й полёт шаттла к МКС.

### 9 августа (второй день полёта)
Подъём ото сна в 12:37 UTC
Рано утром шаттл «Индевор» находился на расстоянии 2000 км (1242 мили) от МКС и за каждый виток вокруг Земли (примерно 90 минут) приближался к станции на 260 км (160 миль).
Астронавты, с помощью робота-манипулятора, проводили осмотр теплозащитного покрытия шаттла. Процедура осмотра продолжалась около пяти часов. Данные осмотра передавались на Землю, где они анализировались специалистами.
Астронавты также подготавливали системы и оборудование шаттла перед предстоящей стыковкой с МКС.
Отбой в 03:37 UTC (10.08)

### 10 августа (третий день полёта)
Подъём ото сна в 11:37 UTC
Шаттл приблизился к МКС.
Перед стыковкой со станцией, шаттл совершил переворот, во время которого члены экипажа МКС проводили фотографирование теплозащитного покрытия шаттла.
Переворот шаттла перед станцией начался в 16 часов 56 минут UTC. Полный переворот шаттл, под управлением командира Скотта Келли и пилота Чарльза Хобо, совершил за 10 минут. В это время шаттл пролетел над северным побережьем Бразилии и находился, приблизительно, в 200 метрах от станции.
В 18 часов 02 минуты UTC «Индевор» состыковался с МКС. В 20 часов 04 минуты был открыт люк между шаттлом и станцией.
В 21 час Трейси Колдуэлл, с помощью робота-манипулятора шаттла, подняла из грузового отсека сегмент ферменной конструкции S5. Затем этот сегмент был передан роботу-манипулятору станции, которым управлял Чарльз Хобо. Затем сегмент был перенесен к правому краю ферменной конструкции станции и оставлен висеть до следующего дня, когда астронавты Уильямс и Мастраккио выйдут в открытый космос и закрепят его на предназначенном месте.
В 22 часа 17 минут цепи электропитания шаттла были подключены к системе электропитания станции. Если эта системы будет нормально функционировать, то шаттл сможет оставаться в космосе на трое суток дольше. Решение о продление миссии было принято в воскресенье (12 августа).
Астронавты продолжили подготовку к первому выходу в космос. В конце дня астронавты провели краткую пресс-конференцию.
Отбой в 03:37 UTC (11.08)

### 11 августа (четвёртый день полёта, первый выход в открытый космос)
Подъём ото сна в 11:39 UTC.
На снимках, которые сделали члены экипажа МКС во время переворота шаттла при подлете к станции, обнаружены небольшие повреждения теплозащитного покрытия. Повреждения находятся в районе створок, которыми закрыт отсек правого шасси шаттла. По предварительным оценкам, повреждения — не значительны и не представляют большой опасности. Однако, для более подробного изучения, в воскресенье повреждения будут обследоваться с помощью лазерного сканера и высокоразрешающей камеры, укрепленных на роботе-манипуляторе с пятнадцатиметровым удлинителем. После подробного обследования будет принято решение о возможном ремонте повреждений на орбите.
Первый выход в открытый космос начался в 16 часов 28 минут UTC и закончился в 22 часа 45 минут. Продолжительность выхода составила 6 часов 17 минут. Во время выхода астронавты Рик Мастраккио и Давид Уильямс закрепили, доставленный на шаттле, сегмент S5 ферменной конструкции станции и подсоединили к нему электрические кабеля. Астронавты также контролировали процесс сворачивания радиатора охлаждения на сегменте Р6 и закрепили свернутый радиатор. Во время полёта «Дискавери» STS-120, намеченного на октября 2007 года, сегмент Р6 будет переставлен, со своего нынешнего временного положения на модуле «Юнити-1», на левый конец ферменной конструкции станции, затем панели солнечных батарей этого сегмента будут развернуты вновь.
Во время монтажа сегмента S5, роботом-манипулятором станции управлял пилот шаттла Чарльз Хобо. Координировала выход в космос Трейси Колдуэлл.
Это был первый выход в открытый космос и для Рика Мастраккио, для Давида Уильямса.
Отбой в 03:07 UTC (12.08)

### 12 августа (пятый день полёта)
Подъём ото сна в 11:06 UTC.
Астронавты, с помощью лазерного сканера и высокоразрешающей камеры, установленных на роботе-манипуляторе с пятнадцатиметровым удлинителем, обследовали места повреждений теплозащитного покрытия днища шаттла. Роботом-манипулятором управляла Трейси Колдуэлл. Получены трёхмерные изображения повреждения. Размер повреждения — 8,5 см х 5,6 см (3,48 дюйма х 2,31 дюйма). Толщина теплозащитного покрытия в этом месте составляет 2,7 см (1,12 дюймов). Это повреждение было вызвано осколком замерзшей теплоизоляционной пены, отколовшимся от внешнего топливного бака и ударившегося в днище шаттла на 58 секунде после старта. На снимках видно, что покрытие пробито почти насквозь. По предварительным оценкам специалистов НАСА, это повреждение не представляет угрозы для шаттла и экипажа при посадке. Однако, специалисты на Земле проводили тщательный анализ, моделирование и лабораторные испытания, чтобы подтвердить свои предварительные выводы. По результатам испытаний, будет принято решение о возможном ремонте повреждения в космосе, во время специально организованного для этой цели выхода из корабля.
Астронавты продолжали перегрузку доставленных шаттлом оборудования и материалов из модуля «Спейсхэб» в станцию.
Астронавты Мастраккио и Уильямс готовились к своему второму выходу в открытый космос, во время которого им предстояло заменить вышедший из строя гироскоп ориентации станции.
Система передачи электроэнергии от солнечных батарей станции к шаттлу успешно функционирует. Поэтому, руководство полётом приняло решение о продлении полёта шаттла на трое суток. Принято решение и о проведение четвёртого выхода в открытый космос, который состоится в пятницу, 17 августа. Выходить в космос будут Давид Уильямс и бортинженер МКС Клейтон Андерсон, который долгое время готовился к космическому полёту в составе экипажа «Индевор» STS-118, и проводил совместные тренировки с экипажем «Индевора». Расстыковка шаттла и станции назначена на 20 августа, посадка шаттла на 22 августа.
Отбой в 03:37 UTC (13.08)

### 13 августа (шестой день полёта, второй выход в открытый космос)
Подъём ото сна в 10:37 UTC.
В 15 часов 32 минуты UTC астронавты Рик Мастаккио и Давид Уильямс начали второй выход в открытый космос. Выход был завершен в 22 часа. Продолжительность выхода составила 6 часов 28 минут. Первое задание для астронавтов — демонтаж вышедшего из строя гироскопа ориентации станции и временное закрепление его на внешней поверхности станции, где он останется на некоторое время и позже, во время одного из следующих полётов шаттлов, будет доставлен на Землю. Затем астронавты установили новый гироскоп, который находился в грузовом отсеке шаттла. Трейси Колдуэлл ассистировала астронавтам вышедшим в открытый космос. Роботом-манипулятором станции управляли Чарльз Хобо и Клей Андерсон.
Это был второй выход в открытый космос для Мастраккио и Уильямса и 90-й выход, связанный с МКС.
Астронавты также продолжали переноску материалов и оборудование из модуля «Спейсхэб» в станцию.
Отбой в 02:07 UTC (14.08)

### 14 августа (седьмой день полёта)
Подъём ото сна в 10:37 UTC.
День рождения Трейси Колдуэлл (38 лет).
С помощью робота-манипулятора шаттла, которым управляли Барбара Морган и Трейси Колдуэлл, и робота-манипулятора станции, которым управляли Чарльз Хобо и Клейтон Андерсон, на сегменте Р3 ферменной конструкции станции была установлена инструментальная платформа, доставленная шаттлом.
Барбара Морган проводила беседы со студентами по программе «Учитель в космосе».
Руководитель полёта Джон Шеннон заявил, что повреждение теплозащитного покрытия днища шаттла не представляет угрозы. С таким повреждением шаттл сможет совершить безопасную посадку. Обычно, при посадке шаттла теряются несколько теплозащитных плиток, и это не вызывает катастрофических последствий. Специалисты продолжали исследовать возможность ремонта на орбите. Если решение о ремонте было бы принято, то он был бы осуществлен во время четвертого выхода в открытый космос 17 августа. В этом случае в открытый космос должны были бы выйти Мастраккио и Уильямс.
Отбой в 02:07 UTC (15.08)

### 15 августа (восьмой день полёта, третий выход в открытый космос)
Подъём ото сна в 10:07 UTC.
В 14 часов 37 минуты UTC астронавты Рик Мастаккио и бортинженер МКС Клей Андерсон начали третий выход в открытый космос. Выход был завершен досрочно в 20 часов 5 минут. Продолжительность выхода составила 5 часов 28 минут. Во время выхода астронавты занимались подготовкой сегмента ферменной конструкции станции Р6 к его перестановке, которая будет осуществлена во время следующей экспедиции шаттла «Дискавери» STS-120 в октябре. Астронавты также занимались переконфигурацией системы коммуникации. Затем астронавты передвинули две транспортные тележки на ферменной конструкции станции с левой стороны на правую, освободив тем самым левую стороны ферменной конструкции для предстоящей в октябре перестановки сегмента Р6 на правый край ферменной конструкции.
В 18 часов 55 минут на левой перчатке Рика Мастраккио было обнаружено повреждение внешнего слоя. В целях безопасности Мастраккио прекратил работу в открытом космосе и вернулся в шлюзовую камеру. Клей Андерсон продолжил работу на сегменте Р6. После этого Андерсон также вернулся в шлюзовую камеру. Пришлось отказаться от снятия экспериментальных образцов, которые находились на внешней поверхности станции с августа 2006 года. Эти образцы будут демонтированы во время одного из следующих выходов в космос.
Это был третий выход в открытый космос для Мастраккио и второй для Андерсона и 91-й выход, связанный с МКС.
Четвертый выход в открытый космос перенесен с пятницы (17 августа) на субботу (18 августа). Руководители полётом, хотя и объявили, что повреждение теплозащитного покрытия шаттла не повлияет на безопасную посадку, все ещё не решили: устранять ли повреждение в космосе или на Земле после приземления.
Отбой в 01:37 UTC (16.08)

### 16 августа (девятый день полёта)
Подъём ото сна в 10:37 UTC.
Руководство полётом продолжало анализировать ситуацию с возможным ремонтом теплозащитного покрытия шаттла. Руководители полётом на 80-90 % склонялись к тому, чтобы не проводить ремонт на орбите. В этом случае четвёртый выход в открытый космос состоится 18 августа, и выходить в космос будут Уильямс и Андерсон. Если бы руководство приняло решение о проведение ремонта в космосе, то, возможно, чтобы более тщательно подготовиться, выход был бы передвинут на понедельник, 20 августа. В этом случае полёт шаттла был бы продлен ещё на двое суток, до 24 августа.
Барбара Морган вместе с Алвином Дрю проводила беседы со студентами из космоса. Астронавты продолжали переноску грузов из модуля «Спейсхэб» в станцию и переноску отработанных материалов в обратном направлении.
Отбой в 02:07 UTC (17.08)

### 17 августа (десятый день полёта)
Подъём ото сна в 9:07 UTC.
Поздно вечером, 16 августа, было принято решение не проводить ремонт теплозащитного покрытия шаттла в космосе. С таким небольшим повреждением, «Индевор» способен совершить безопасную посадку.
Руководитель полёта Джон Шеннон сказал: «После анализа результатов всех проведённых испытаний, мы пришли к единодушному заключению, что нет никакой угрозы для экипажа, нет ничего такого, чтобы могло представлять опасность для астронавтов. Мы были уверены в этом уже несколько дней, но мы ожидали окончания всех проверок и окончательных анализов ситуации». Ремонт в космосе — сам по себе очень опасное мероприятие, и он должен проводиться только в случае реальной необходимости.
Астронавты шаттла и МКС продолжали переноску материалов и оборудования из шаттла на станцию и обратно. Уильямс и Андерсон готовились к предстоящему выходу в открытый космос.
Отбой в 01:07 UTC (18.08)

### 18 августа (одиннадцатый день полёта, четвертый выход в открытый космос)
Подъём ото сна в 9:07 UTC.
Астронавты Давид Уильямс и Клейтон Андерсон осуществили четвёртый выход в открытый космос миссии STS-118. Выход начался в 13 часов 17 минут UTC. Окончание выхода в 17 часов 47 минут. Во время выхода астронавты установили на ферменной конструкции станции держатель для удлинителя робота-манипулятора. Астронавты также демонтировали два контейнера с экспериментальными образцами и установили на внешней поверхности станции антенну для беспроводной передачи данных. Продолжительность выхода была сокращена с планировавшихся 6,5 часов до 4,5 часов. Это было сделано для того, чтобы осталось время для закрытия ещё сегодня люка между шаттлом «Индевор» и станцией. В то время как Уильямс и Андерсон работали в открытом космосе, остальные астронавты завершали последние операции перед закрытием люка. Люк должен был быть закрыт в 21 час.
Изменение планов связано с тем, чтобы иметь возможность расстыковать шаттл и станцию в предстоящее воскресенье (19 августа) и осуществить посадку шаттла во вторник — 21 августа. Перенос даты возвращения шаттла на более ранний срок связан с приближающимся к побережью США урагана Дин (Dean). НАСА рассчитывает иметь возможность приземлить шаттл до того момента как ураган приблизится к Хьюстону и будет угрожать центру управления полётом.
Отбой в 00:37 UTC (19.08)

### 19 августа (двенадцатый день полёта)
Подъём ото сна в 8:37 UTC.
18 августа вечером экипажи шаттла и МКС попрощались, и астронавты шаттла вернулись в «Индевор». Люк между шаттлом и МКС был закрыт 18 августа в 21 час 10 минут.
В 11 часов 56 минут UTC шаттл «Индевор» отстыковался от МКС. С помощью робота-манипулятора, астронавты обследовали теплозащитное покрытие носа шаттла и передних кромок крыльев.
Посадка шаттла должна состояться 21 августа в 16 часов 32 минуты на мысе Канаверал.
Ураган Дин вынудил НАСА перенести посадку шаттла со среды на вторник (21 августа). Но, по последним прогнозам, ураган не достигнет Техаса и Хьюстона, где находится центр управления полётом.
Отбой в 00:37 UTC (20.08)

### 20 августа (тринадцатый день полёта)
Подъём ото сна в 8:37 UTC.
Астронавты проверяют системы шаттла, которые будут задействованы при посадке.
Астронавты также укрепляют все инструмент и оборудование в кабине шаттла перед посадкой. В этот день астронавты имели больше времени для отдыха, после напряженной работе на МКС и перед предстоящей посадкой завтра.
21 августа имелись две возможности приземления «Индевора» во Флориде. Первая возможность на 201 витке — тормозной импульс в 15 часов 25 минут UTC (11:25 a. m. EDT) и посадка в 16 часов 32 минуты (12:32 p.m. EDT). Вторая возможность на 202 витке — тормозной импульс в 17 часов (1 p.m. EDT) и посадка в 18 часов 06 минуты (2:06 p.m. EDT).
Имелись также три возможности приземления на авиационной базе Эдвардс в Калифорнии — на 203, 204 и 205 витках.
Отбой в 00:37 UTC (21.08)

### 21 августа (четырнадцатый день полёта)
Подъём ото сна в 8:37 UTC.
Астронавты начали подготовку к спуску с орбиты.
Погода на мысе Канаверал была благоприятной для приземления.
В 12 часов 54 минуты UTC (8:54 a. m. EDT) был закрыт грузовой отсек шаттла.
В 13 часов 9 минут шаттл начал 200-й виток вокруг Земли. Приземление должно состояться на 201-м витке.
В 15 часов 25 минут, когда шаттл находился над Индийским океаном, были включены двигатели на торможение, которые проработали 3 минуты и 33 секунды.
В 16 часов 32 минуты шаттл «Индевор» успешно приземлился на взлетной полосе № 15 космодрома на мысе Канаверал в штате Флорида.
Продолжительность полёта составила 12 суток 17 часов 55 минут.

## Итоги
Миссия «Индевор» STS-118 успешно выполнила поставленные перед ней задачи. На правом краю ферменной конструкции Международной космической станции был смонтирован сегмент S5. Был заменен вышедший из строя гироскоп ориентации станции. На внешней поверхности станции была установлена третья инструментальная панель. В грузовом модуле «Спейсхэб» было доставлено 2,5 тонн оборудования и материалов для продолжения работ на МКС. Это был последний полёт для грузовых модулей «Спесхэб». В дальнейших планах НАСА больше не предусмотрены полёты модулей «Спейсхэб» в грузовом отсеке шаттлов. Впервые энергосистема шаттла была подключена к солнечным батареям станции, что позволило продлить полёт шаттла и выполнить четвёртый выход в открытый космос. Особым моментом полёта были несколько бесед со студентами, которые проводила Барбара Морган.
Это был 119-й полёт шаттла, 20-й полёт шаттла «Индевор», 22-й полёт шаттла по программе МКС.